# Lilian Hammersley
Pour les articles homonymes, voir Hammersley.
Lilian Hammersley dite Lily Spencer-Churchill, duchesse de  Marlborough, née Lilian Warren Price le 10 juin 1854 à Troy (New York) et morte au château de Deepdene à Dorking le 11 janvier 1909, est une héritière américaine du Gilded Age. 

## Biographie
Fille du commodore Cicero Price (en) (1805–1888) et de Elizabeth Homer Paine (1828–1910),,,, elle étudie à Emma Willard School.
Elle épouse Louis Hammersley, un héritier millionnaire d'une fortune immobilière à New York qui meurt en 1883 et est inhumé à Trinity Church Cemetery,,,. Comme stipulé dans son testament, la majeure partie de sa succession va au premier enfant mâle de son cousin, J. Hooker Hamersley (en), dont la succession part à son tour au fils de celui-ci, Louis Gordon Hamersley (en). Cependant, elle est assurée de recevoir un revenu annuel de 150 000 $ US de la succession. 
En secondes noces, elle se marie en mai 1888 à New-York à George Spencer-Churchill (8e duc de Marlborough). À la suite de ce mariage, elle devient ainsi la duchesse de Marlborough le 29 juin 1888,,,. L' héritage qu'elle a reçu de son premier mari est utilisé pour restaurer le palais de Blenheim à Woodstock (Oxfordshire),. Après la mort en 1892 du 8e duc et son remariage ultérieur, elle poursuit en justice son beau-fils, Charles Spencer-Churchill (9e duc de Marlborough) alors marié à Consuelo Vanderbilt, pour récupérer l'argent investi dans cette restauration.
Le 30 avril 1895, elle épouse en troisièmes noces Lord William de la Poer Beresford (en), dont elle a un enfant, William Warren de la Poer Beresford (1897-1919),,,.
Elle réside à Adelaide Crescent (en) à Hove puis au château de Deepdene à Dorking, où elle finit sa vie. 
Elle est inhumée dans la sépulture de la famille Beresford à Clonagam Churchyard (Portlaw) en Irlande.